# حوميتي كيتيكي
حوميتي كيتيكي (بالإنجليزية: Haumiati Ketike)‏ هو إله النباتات في بولينيزيا - إحدى المجموعات الثلاث الرئيسية للجزر المتناثرة في المحيط الهادی - (بما في ذلك شعب الماوری Maori) الشعب الأصلي لنيوزيلندة ويختص هذا الإله بالنباتات البرية التي يجمعها كطعام لاسيما سيقان نبات السرخس الذي يعتمد عليه، عادة، شعب الماوري فی أیام القحط أوالحاجة.